# Ponte Vecchio
De Ponte Vecchio (Italiaans: oude brug), is een beroemde middeleeuwse brug over de rivier de Arno in Florence, Italië. Op en aan de brug zijn winkeltjes gevestigd. Het zijn vooral juweliers. Op een extra niveau boven de brug bevindt zich de Corridoio Vasariano. Deze besloten passage van ongeveer een kilometer lang is in opdracht van Cosimo I de' Medici in 1565 gebouwd door Giorgio Vasari. Hij had ten doel de leden van de familie de' Medici een route te bieden tussen hun paleizen Palazzo Vecchio en Palazzo Pitti zonder zich onder het volk te hoeven begeven.

## Geschiedenis
Volgens de overlevering was de brug in de Romeinse tijd gemaakt van hout. Nadat deze was verwoest door een overstroming in 1333, werd ze herbouwd in 1345, deze keer in steen. De architecten ontwierpen een brug met drie bogen, waarvan de middelste een overspanning van 30 meter heeft, terwijl de andere twee bogen een overspanning van 27 meter hebben. 
Aan het einde van de brug staat de Manellitoren die tijdens de middeleeuwen werd gebouwd om de brug te verdedigen. De Manelli's weigerden hardnekkig de toren af te breken om plaats te maken voor de Corridoio Vasariano. Deze loopt dan ook, door balken gestut, om de toren heen. Om de brug meer status te verlenen verbood Cosimo I de Medici in 1539 slagers en leerlooiers hun ambacht en handel op de brug uit te oefenen. De werkplaatsen en winkels werden verbouwd en aan edelsmeden verhuurd. Menig kunstenaar begon in Florence zijn loopbaan als goudsmid, te beginnen met Ghiberti en Donatello en eindigend met Benvenuto Cellini. Deze laatste bleef heel zijn leven edele metalen bewerken. Zijn buste kreeg in 1900 een plaatsje midden op de brug.
Op de brug, bij het beeld van Mars werd in 1215 Buendelmonti vermoord. Dit was het startsein voor de oorlog tussen de Welfen en de Ghibellijnen. In de 14e eeuw spoelde het oorspronkelijke beeld bij een overstroming weg. Donatello maakte een nieuw beeld dat later weggenomen werd. Het bevindt zich nu in het Bargello-museum.
Tijdens de Tweede Wereldoorlog werd de Ponte Vecchio als enige niet vernietigd door het Duitse leger toen dat zich terugtrok op 4 augustus 1944. De toegang tot de Ponte Vecchio was wel afgesloten door de vernielde gebouwen aan beide zijden van de brug. Dit naar verluidt op een bevel van Hitler.
De winkels zijn langs de brug gebouwd en hangen er deels over. Tegen de stormvloed van 1966 bleken ze minder goed bestand te zijn dan de brug. Een fortuin aan goud verdween toen in de rivier.

## Trivia
Er hebben zich altijd handelaars bevonden op de brug. Ze stalden hun goederen uit op een tafel. Dit na autorisatie van de 'bargello', een soort van burgemeester, opzichter en politieagent. De slagers, leerlooiers en smeden die er hun werkplaats hadden gebruikten de rivier als stortplaats voor hun afval.
De term bankroet zou zijn wortels hebben op de Ponte Vecchio. Wanneer een koopman zijn standplaats niet meer kon bekostigen, werd de tafel ("banca") waarop hij zijn koopwaar had uitgestald, in elkaar getrapt ("rotta", gebroken) door soldaten. Deze handeling werd "bancarotta" genoemd. Als een koopman geen tafel meer had, was hij ook niet meer in staat nog iets te verkopen.
Het is een van de weinige bebouwde bruggen ter wereld, samen met de Krämerbrücke in Erfurt, Pulteney Bridge in Bath, High Bridge in Lincoln en de Rialtobrug in Venetië. 